# Weißkopf-Büschelaffe

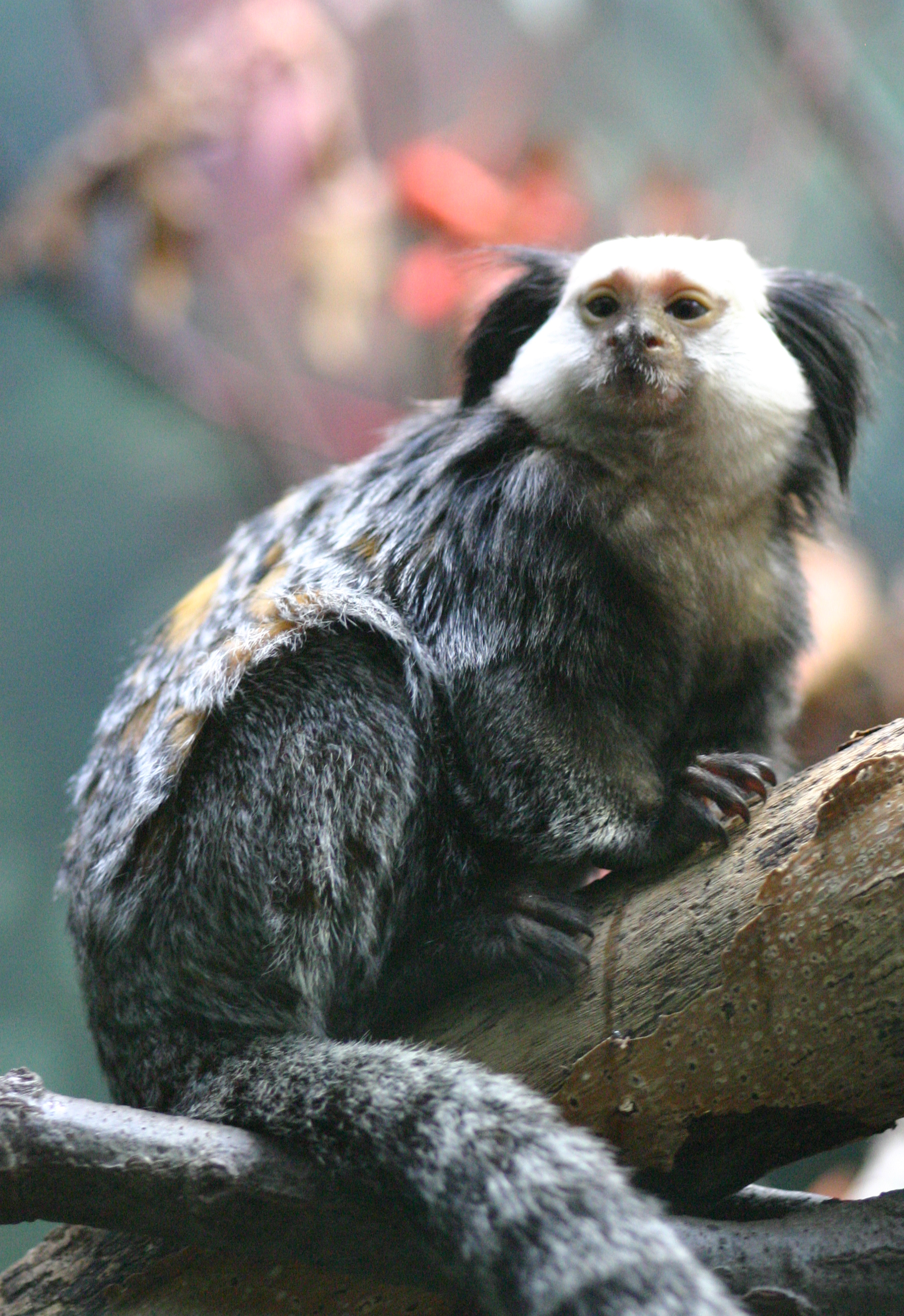
Weißkopf-Büschelaffe

Der Weißkopf-Büschelaffe oder Weißgesicht-Seidenaffe (Callithrix geoffroyi) ist eine Primatenart aus der Familie der Krallenaffen.

## Merkmale
Weißkopf-Büschelaffen erreichen eine Kopfrumpflänge von rund 20 Zentimetern, hinzu kommt ein rund 29 Zentimeter langer Schwanz. Das Gewicht variiert zwischen 200 und 350 Gramm. Ihr Fell ist überwiegend dunkelgrau bis schwarz gefärbt, am Rücken ist es mit orange-gelben Haaren gesprenkelt, der Schwanz ist grau-weiß geringelt. Auffällig ist die weiße Färbung des Kopfes und der Kehle, die langen Ohrbüschel sind dunkelgrau bis schwarz. Wie bei allen Krallenaffen befinden sich an den Fingern und Zehen (mit Ausnahme der Großzehe) Krallen statt Nägeln.

## Verbreitung und Lebensraum
Weißkopf-Büschelaffen sind auf ein kleines Gebiet in den atlantischen Küstenwäldern im östlichen Brasilien beschränkt. Ihr Verbreitungsgebiet umfasst das südliche Bahia, Espírito Santo und das östliche Minas Gerais.

## Lebensweise
Weißkopf-Büschelaffen sind wie alle Krallenaffen tagaktiv, in der Nacht schlafen sie in Baumhöhlen oder im Lianendickicht. Sie sind Baumbewohner, dort bewegen sie sich auf allen vieren oder springend fort.
Sie leben in Familiengruppen aus durchschnittlich acht bis zehn Tieren, die um ein ausgewachsenes, fortpflanzungsfähiges Paar organisiert sind. Gibt es mehrere ausgewachsene Weibchen in einer Gruppe, übernimmt eines die dominante Rolle. Gruppen bewohnen Territorien von rund 5 Hektar Größe. Die Reviere können sich überlappen und werden in der Regel nicht verteidigt.
Die Nahrung der Weißkopf-Büschelaffen besteht zum einen aus Baumsäften. Wie alle Marmosetten sind sie dank der spezialisierten Zähne in der Lage, Löcher in die Baumrinde zu nagen, um an diese Nahrungsquelle zu gelangen. Daneben fressen sie auch Früchte sowie Insekten und andere Kleintiere.

## Fortpflanzung
Wie bei vielen Krallenaffen pflanzt sich nur das dominante Weibchen der Gruppe fort, der Eisprung der anderen Tiere wird unterdrückt. Nach einer 140- bis 150-tägigen Tragzeit kommen meist Zwillinge zur Welt. Der Vater und die älteren Geschwister beteiligen sich intensiv an der Jungenaufzucht. Nach fünf bis sechs Monaten werden die Jungen entwöhnt und erreichen die Geschlechtsreife im zweiten Jahr.

## Bedrohung
Weißkopf-Büschelaffen bewohnen ein kleines, intensiv von Abholzungen betroffenes Gebiet. Allerdings kommt der Art ihre Anpassungsfähigkeit und ihr Vermögen zugute, auch in kleinen, teilweise gerodeten Wäldern überleben zu können. Sie ist gebietsweise sehr häufig und wird von der IUCN im Gegensatz zu älteren Einschätzungen heute als nicht gefährdet (least concern) gelistet.